# Phoma
Phoma è un genere di funghi imperfetti appartenente ai Coelomycetes. Secondo studi del CBS-KNAW Fungal Biodiversity Centre, il genere si può ricondurre agli ascomiceti.
I funghi del genere Phoma si trovano nel suolo e su materiale vegetale. Questo genere comprende circa 140 specie, che possono essere divise in due gruppi: funghi polifagi, generalmente saprofiti o debolmente parassiti, e funghi che sono patogeni specifici di piante coltivate. 
Il genere Phoma è caratterizzato da spore incolori e unicellulari, che vengono prodotte all'interno di picnidi di colore nero.  
Il genere Phoma è convenzionalmente limitato alle specie che hanno spore di lunghezza inferiore a 15 µm; le specie con spore più grandi sono inquadrate nel genere Macrophoma. 

## Specie principali
- Phoma betae
- Phoma caricae-papayae
- Phoma costaricensis
- Phoma cucurbitacearum
- Phoma destructiva
- Phoma draconis
- Phoma eupyrena
- Phoma exigua
  - Phoma exigua var. exigua
  - Phoma exigua var. foveata
  - Phoma exigua var. linicola
- Phoma glomerata
- Phoma glycinicola
- Phoma herbarum
- Phoma insidiosa
- Phoma medicaginis
- Phoma microspora
- Phoma nebulosa
- Phoma oncidii-sphacelati
- Phoma pinodella
- Phoma scabra
- Phoma sclerotioides
- Phoma solani
- Phoma strasseri
- Phoma tracheiphila